# Îles Salomon aux Jeux paralympiques
Les Îles Salomon a participé pour la première fois aux Jeux paralympiques aux Jeux paralympiques d'été de 2012 à Londres et n'a remporté aucune médaille depuis son entrée en lice dans la compétition.   
Le pays est absent aux Jeux d'été de 2016, et se retire des Jeux d'été de 2020 quelques heures avant le départ prévu de ses athlètes vers Tokyo, en raison des coûts et du risque de contamination à la Covid-19.